# Guidan Roumdji
Guidan Roumdji – miasto w południowym Nigrze, w Regionie Maradi. Według danych na rok 2012 liczyło 17 525 mieszkańców.